# Dimorphosciadium gayoides
Dimorphosciadium gayoides är en flockblommig växtart som först beskrevs av Eduard August von Regel och Johannes Theodor Schmalhausen, och fick sitt nu gällande namn av Pimenov. Dimorphosciadium gayoides ingår i släktet Dimorphosciadium och familjen flockblommiga växter. Inga underarter finns listade i Catalogue of Life.